# Liste der Biografien/Waf
Liste der Biografien |
Portal Biografien |
Personensuche
# |
A |
B |
C |
D |
E |
F |
G |
H |
I |
J |
K |
L |
M |
N |
O |
P |
Q |
R |
S |
T |
U |
V |
W |
X |
Y |
Z |
?
 
Wa |
Wc |
Wd |
We |
Wh |
Wi |
Wj |
Wl |
Wn |
Wo |
Wr |
Ws |
Wt |
Wu |
Ww |
Wy |
Wz
 
Waa |
Wab |
Wac |
Wad |
Wae |
Waf |
Wag |
Wah |
Wai |
Waj |
Wak |
Wal |
Wam |
Wan |
Wao |
Wap |
Waq |
War |
Was |
Wat |
Wau |
Wav |
Waw |
Wax |
Way |
Waz
Die Liste der Biografien führt alle Personen auf, die in der deutschsprachigen Wikipedia einen Artikel haben. Dieses ist eine Teilliste mit 19 Einträgen von Personen, deren Namen mit den Buchstaben „Waf“ beginnt.

## Waf

### Wafe
- Wafer, Von (* 1985), US-amerikanischer Basketballspieler

### Waff
- Waffa-Ogoo, Susan (* 1960), gambische Politikerin
- Waffelaert, Gustavus Josephus (1847–1931), belgischer römisch-katholischer Bischof
- Waffender, Corinna (* 1964), deutsche Schriftstellerin, Journalistin und Übersetzerin
- Waffender, Manfred (* 1952), deutscher Regisseur, Journalist, Herausgeber und Autor
- Waffenschmidt, Christoph (* 1969), deutscher Diplom-Verwaltungswirt (FH), ehemaliger Kommunalpolitiker (CDU) und Leiter von World Vision Deutschland
- Waffenschmidt, Friedrich Wilhelm (1925–2017), deutscher Unternehmer und Gründer der Unternehmen Saturn und „Hansa-Foto“
- Waffenschmidt, Horst (1933–2002), deutscher Politiker (CDU), MdL, MdB
- Waffenschmidt, Walter Georg (1887–1980), deutscher Volkswirt und Wirtschaftswissenschaftler
- Waffenschmied, Otto (1901–1971), österreichischer Comiczeichner und -autor
- Wafflard, Emile (1927–1994), belgischer Karambolagespieler
- Wäffler, Hermann (1910–2003), deutsch-schweizerischer Kernphysiker und Hochschullehrer
- Wäffler, Rudolf (1804–1867), Schweizer Politiker

### Wafi
- Wafiadi, Wladimir Gawrilowitsch (1911–1986), russischer Physiker und Hochschullehrer

### Wafl
- Wäfler, Markus (1943–2020), Schweizer Vorderasiatischer Archäologe
- Wäfler, Markus (* 1948), Schweizer Politiker (EDU)
- Wafler, Tim (* 2002), österreichischer RadrennfahrerTim Wafler (* 2002)

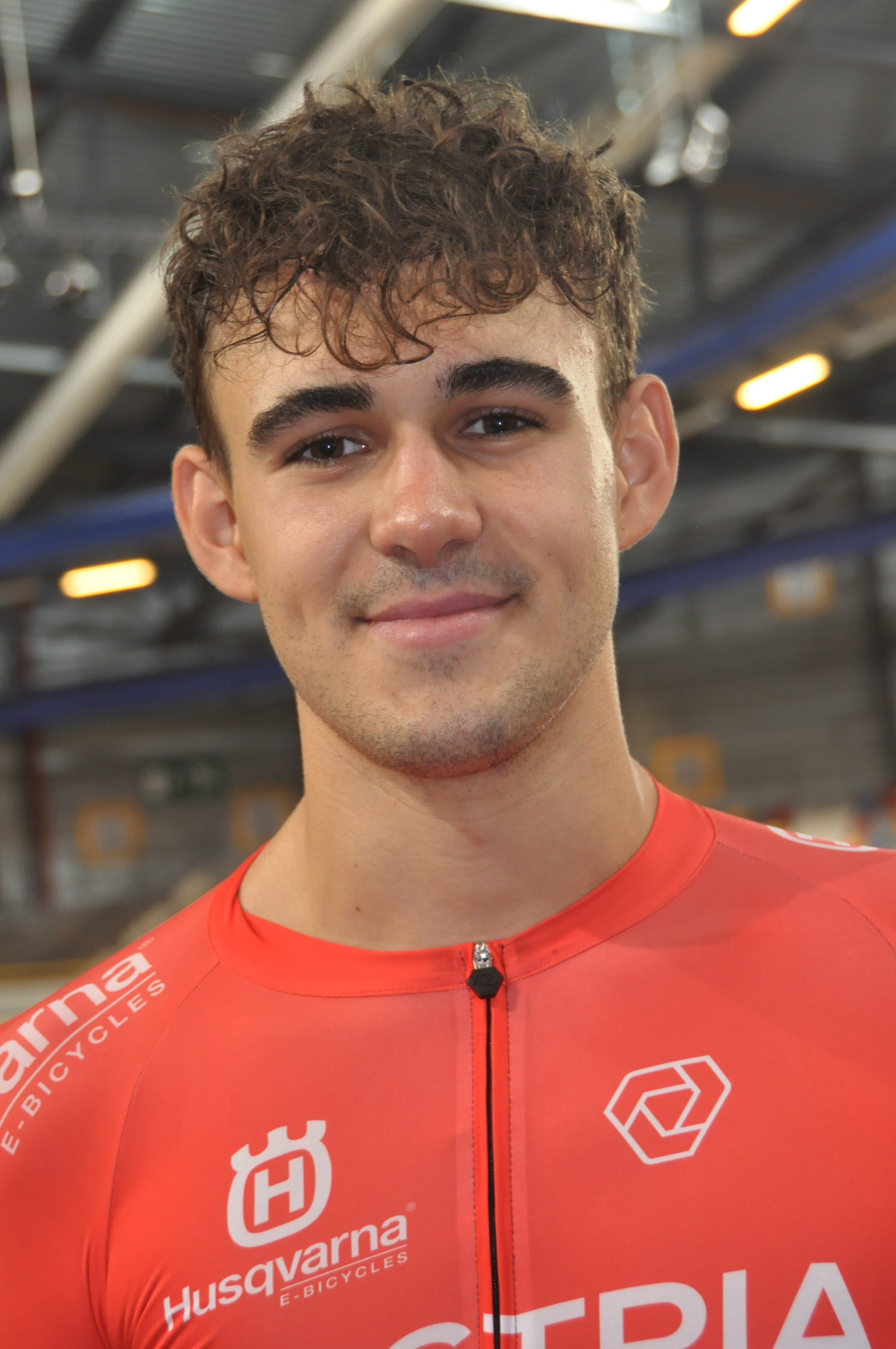
Tim Wafler (* 2002)

### Wafn
- Wafner, Kurt (1918–2007), deutscher Lektor, Autor, Antimilitarist und Anarchist

### Wafy
- Wafy, Abdallah (1955–2020), nigrischer Diplomat